# Sabbie d'oro

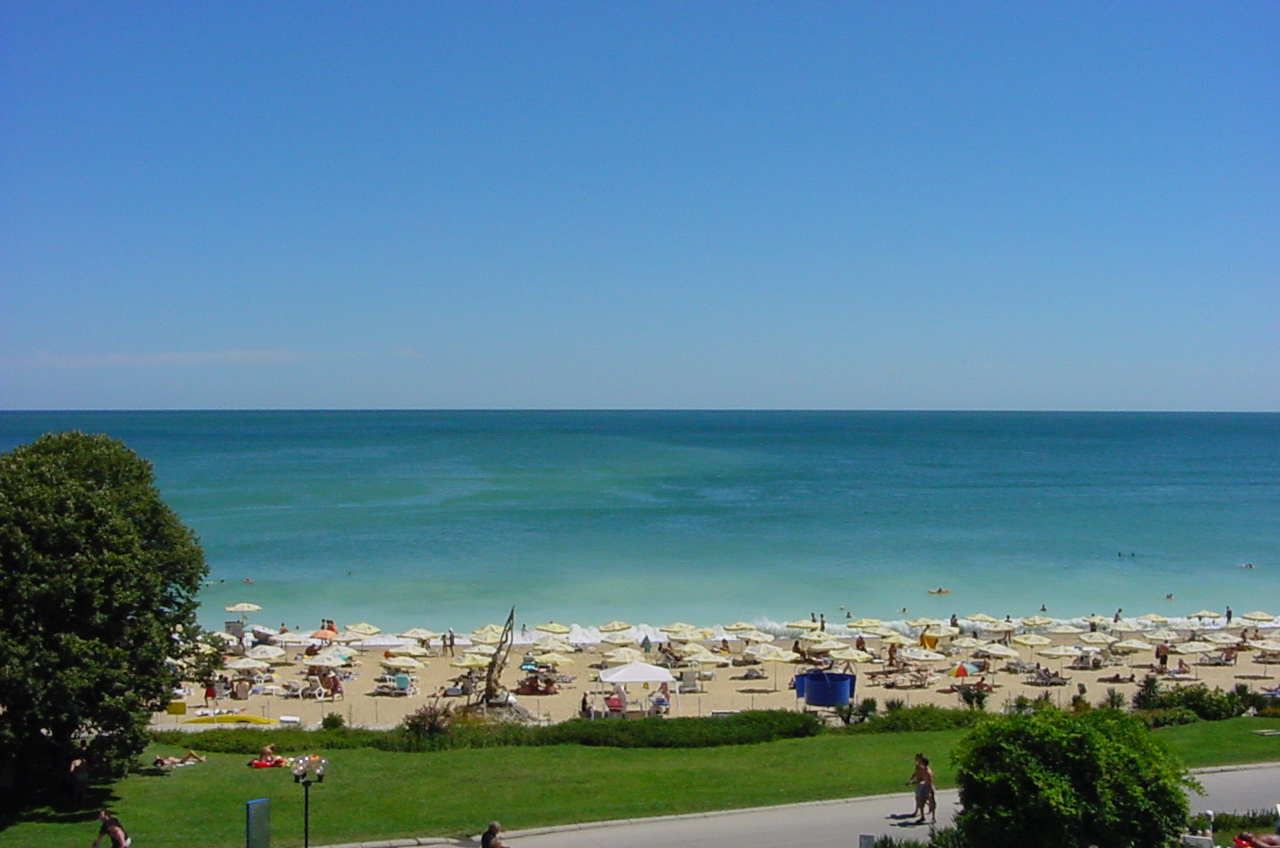
Una spiaggia del complesso delle Sabbie d'oro

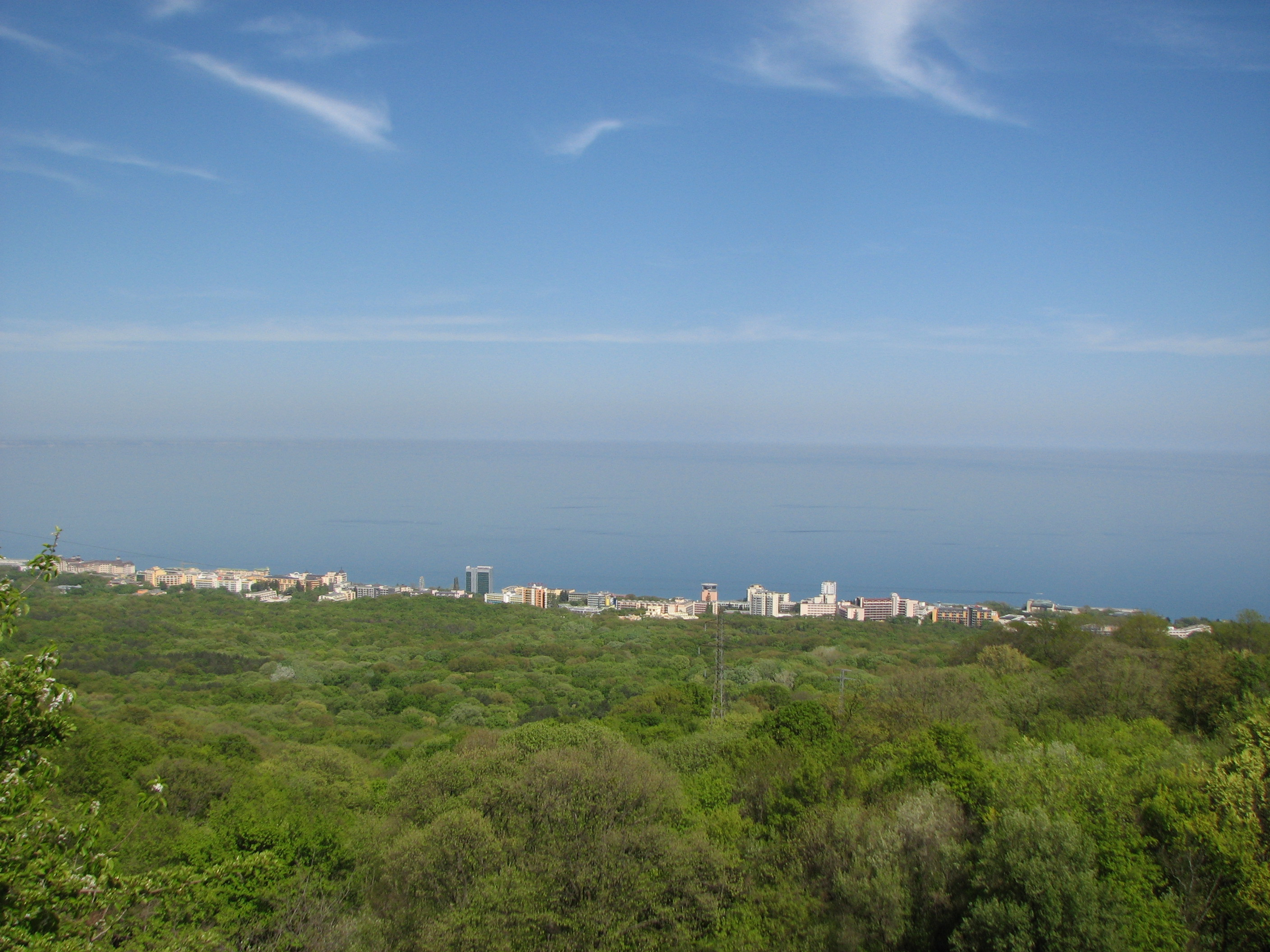
Le foreste adiacenti alle Sabbie d'oro, oggi appartenenti all'omonimo parco nazionale

Sabbie d'oro (in bulgaro Златни пясъци?, Zlatni pjasǎci) è una importante stazione balneare bulgara sulla costa del Mar Nero, adiacente all'omonimo parco nazionale, ubicata nel comune di Varna.
Situata a 17 chilometri dal centro di Varna, è virtualmente collegata a questa da una linea ininterrotta di ville e centri di villeggiatura. Si tratta di una località turistica molto popolare, con circa 70 alberghi e una capacità ricettiva di 30 000 posti letto. La località attira turisti, tra gli altri, da Romania, Polonia, Germania, Regno Unito, Francia, paesi scandinavi e del Golfo persico.

## Storia
Il nome "Sabbie d'oro" deriverebbe, secondo la leggenda, dalla decisione di alcuni pirati di sotterrare in questo litorale una grande quantità d'oro, frutto delle proprie razzie. La spiaggia avrebbe infatti reagito alla violazione della sua integrità, e punito i pirati trasformando l'oro in una sabbia di grande bellezza.
Le antiche foreste tra le città di Odessa (Odessos) e Dionisopoli (Dionisopolis) - gli antichi nomi greci di Varna e Balčik - vennero citate già da Plinio il Vecchio come dimora mitologica dei nani, visitata dagli argonauti.
 L'effettiva presenza umana è invece inizialmente testimoniata da fonti bizantine, che parlano di una fortezza locale chiamata Gerania; a queste si aggiungono i massicci resti in pietra fortificazioni locali, datati tra il IV e il VII secolo d.C. Il monastero rupestre di Alazda, 3 chilometri a ovest, rappresentò poi un centro monastico di grande importanza all'epoca del Secondo impero bulgaro.
 Durante la dominazione ottomana Sabbie d'oro (ribattezzato "Sabbie lunghe", in turco Uzunkum) divenne un nascondiglio per fuorilegge, e anche dopo la conquista dell'indipendenza rimase a lungo disabitato, fino agli anni cinquanta del XX secolo.
Lo sviluppo della stazione balneare iniziò nel 1957, e nel corso dei successivi vent'anni il luogo venne trasformato in un moderno complesso turistico dotato di numerosi alberghi, ville, appartamenti, centri termali, ristoranti, casinò, centri commerciali e attrezzature sportive, incluso un porto turistico e un parco acquatico.
Sabbie d'oro venne poi privatizzato negli anni novanta, attraendo investimenti nei successivi anni 2000.